# Вайсбеккер, Манфред
Манфред Ва́йсбеккер (нем. Manfred Weißbecker; род. 8 февраля 1935, Хемниц) — немецкий историк-марксист.

## Биография
Манфред Вайсбеккер изучал историю, германистику и педагогику в Йенском университете и впоследствии работал в этом университете научным сотрудником. В 1962 году защитил докторскую диссертацию, затем получил приглашение профессором истории. Специализируется на исследованиях по истории фашизма, антифашистского и рабочего движения. В 1992 году вышел в отставку. Стал одним из инициаторов основания Йенского форума образования и науки, вошедшего в состав Фонда Розы Люксембург.